# Liste der Monuments historiques in Montiéramey
Die Liste der Monuments historiques in Montiéramey führt die Monuments historiques in der französischen Gemeinde Montiéramey auf.

## Liste der Immobilien
| Bezeichnung                       | Beschreibung | Standort               | Kennzeichnung | Schutzstatus | Datum | Bild           |
| --------------------------------- | --- | ---------------------- | ------------- | ------------ | ----- | -------------- |
| Kirche Notre-Dame-de-l’Assomption | ab dem 12. Jahrhundert | Rue de l’Église (Lage) | PA00078158    | Classé       | 1840  | weitere Bilder |
| Kloster Saint-Pierre              | Benediktinerkloster, 837 gegründet, 1790 aufgelöst; erhalten: Südflügel des Kreuzgangs, Abtshaus, Scheune und Taubenturm, 17. und 18. Jahrhundert | Rue de l’Abbaye (Lage) | PA10000016    | Inscrit      | 2001  | weitere Bilder |

## Liste der Objekte
| Bezeichnung                                      | Beschreibung | Standort                                        | Kennzeichnung | Schutzstatus | Datum | Bild           |
| ------------------------------------------------ | --- | ----------------------------------------------- | ------------- | ------------ | ----- | -------------- |
| Weihwasserbecken                                 | Kalkstein, 14. Jahrhundert | in der Kirche Notre-Dame-de-l’Assomption (Lage) | PM10004346    | Inscrit      | 1983  |                |
| Monstranz (1)                                    | Messing, versilbert, erste Hälfte des 19. Jahrhunderts; im Musée Napoléon in Brienne-le-Château deponiert                                      | in der Kirche Notre-Dame-de-l’Assomption (Lage) | PM10004414    | Inscrit      | 1992  |                |
| Marienaltar                                      | rechter Seitenaltar; Altartisch und Retabel; Eichenholz, farbig gefasst und vergoldet, 17. Jahrhundert; zugehörig PM10004391 und PM10004392    | in der Kirche Notre-Dame-de-l’Assomption (Lage) | PM10004354    | Inscrit      | 1985  |                |
| Zwei Engelsskulpturen                            | Eichenholz, farbig gefasst und vergoldet, 17. Jahrhundert                                                                                      | in der Kirche Notre-Dame-de-l’Assomption (Lage) | PM10004391    | Inscrit      | 1985  |                |
| Skulptur Madonna mit Kind                        | Keramik, farbig gefasst, 19. Jahrhundert | in der Kirche Notre-Dame-de-l’Assomption (Lage) | PM10004392    | Inscrit      | 1985  |                |
| Skulpturengruppe Unterweisung Mariens            | Kalkstein, farbig gefasst, erste Hälfte des 16. Jahrhunderts                                                                                   | in der Kirche Notre-Dame-de-l’Assomption (Lage) | PM10001268    | Classé       | 1908  | weitere Bilder |
| Pietà                                            | Kalkstein, farbig gefasst, 16. Jahrhundert | in der Kirche Notre-Dame-de-l’Assomption (Lage) | PM10001269    | Classé       | 1913  |                |
| Prozessionskreuz (1)                             | Kupfer, vergoldet, 16. Jahrhundert; im Musée Napoléon in Brienne-le-Château deponiert                                                          | in der Kirche Notre-Dame-de-l’Assomption (Lage) | PM10001270    | Classé       | 1913  |                |
| Viktorsaltar                                     | linker Seitenaltar; Altartisch und Retabel; Eichenholz, farbig gefasst und vergoldet, bezeichnet 1841; zugehörig PM10004407                    | in der Kirche Notre-Dame-de-l’Assomption (Lage) | PM10004350    | Inscrit      | 1983  |                |
| Skulptur Heiliger Viktor                         | Holz, farbig gefasst und vergoldet, 19. Jahrhundert                                                                                            | in der Kirche Notre-Dame-de-l’Assomption (Lage) | PM10004407    | Inscrit      | 1983  |                |
| Nikolausaltar                                    | Altartisch und Retabel; Eichenholz, farbig gefasst und vergoldet, 18. Jahrhundert; zugehörig PM10004393                                        | in der Kirche Notre-Dame-de-l’Assomption (Lage) | PM10004352    | Inscrit      | 1983  |                |
| Gemälde Der heilige Nikolaus und die drei Knaben | Ölfarbe auf Leinwand, erste Hälfte des 19. Jahrhunderts                                                                                        | in der Kirche Notre-Dame-de-l’Assomption (Lage) | PM10004393    | Inscrit      | 1983  |                |
| Hauptaltar                                       | Altartisch, Altaraufbau und Retabel; Eichenholz, vergoldet, bezeichnet 1674; zugehörig PM10003013 und PM10004421                               | in der Kirche Notre-Dame-de-l’Assomption (Lage) | PM10004408    | Inscrit      | 1992  |                |
| Gemälde Mariä Himmelfahrt                        | Ölfarbe auf Leinwand, 17. Jahrhundert, von Jean Nicot, einem Schüler Nicolas Poussins                                                          | in der Kirche Notre-Dame-de-l’Assomption (Lage) | PM10003013    | Classé       | 1990  |                |
| Tabernakel                                       | Eichenholz, vergoldet, um 1674 | in der Kirche Notre-Dame-de-l’Assomption (Lage) | PM10004421    | Inscrit      | 1992  |                |
| Monstranz (2)                                    | Metall, vergoldet, Silber, vergoldet, zweites Viertel des 19. Jahrhunderts; im Musée Napoléon in Brienne-le-Château deponiert                  | in der Kirche Notre-Dame-de-l’Assomption (Lage) | PM10004413    | Inscrit      | 1992  |                |
| Taufbecken                                       | Kalkstein, 12. Jahrhundert | in der Kirche Notre-Dame-de-l’Assomption (Lage) | PM10001266    | Classé       | 1840  |                |
| Gemälde Der Auferstandene und Maria              | Ölfarbe auf Holz, 17. Jahrhundert | in der Kirche Notre-Dame-de-l’Assomption (Lage) | PM10001272    | Classé       | 1984  |                |
| Kanzel                                           | Eichenholz, bezeichnet 1729 | in der Kirche Notre-Dame-de-l’Assomption (Lage) | PM10004348    | Inscrit      | 1983  |                |
| Annenaltar                                       | Altartisch, Tabernakel und Retabel; Kalkstein, farbig gefasst, Eichenholz, farbig gefasst und vergoldet, 18. Jahrhundert; zugehörig PM10004406 | in der Kirche Notre-Dame-de-l’Assomption (Lage) | PM10004351    | Inscrit      | 1983  |                |
| Gemälde Unterweisung Mariens                     | Ölfarbe auf Leinwand, 19. Jahrhundert; nach Louis de Boullogne                                                                                 | in der Kirche Notre-Dame-de-l’Assomption (Lage) | PM10004406    | Inscrit      | 1983  |                |
| Drei Kirchenfenster                              | im Chorraum; aus dem 16. Jahrhundert | in der Kirche Notre-Dame-de-l’Assomption (Lage) | PM10001267    | Classé       | 1840  |                |
| Reliquienschrein des heiligen Viktor             | Eichenholz, farbig gefasst und vergoldet, 15. und 17. Jahrhundert                                                                              | in der Kirche Notre-Dame-de-l’Assomption (Lage) | PM10001271    | Classé       | 1984  |                |
| Skulptur Heiliger Eligius                        | Holz, farbig gefasst, 18. Jahrhundert | in der Kirche Notre-Dame-de-l’Assomption (Lage) | PM10004353    | Inscrit      | 1983  |                |
| Kruzifix                                         | Eichenholz, 18. Jahrhundert | in der Kirche Notre-Dame-de-l’Assomption (Lage) | PM10004355    | Inscrit      | 1985  |                |
| Gemälde Christus in der Schöpfung                | Ölfarbe auf Leinwand, 19. Jahrhundert | in der Kirche Notre-Dame-de-l’Assomption (Lage) | PM10001274    | Classé       | 1984  |                |
| Patene                                           | Silber, vergoldet, 19. Jahrhundert; im Musée Napoléon in Brienne-le-Château deponiert                                                          | in der Kirche Notre-Dame-de-l’Assomption (Lage) | PM10004410    | Inscrit      | 1992  |                |
| Weihwasserbecken                                 | Gusseisen, 17. Jahrhundert; Verbleib unbekannt                                                                                                 | in der Kirche Notre-Dame-de-l’Assomption (Lage) | PM10004347    | Inscrit      | 1983  |                |
| Gemälde Taufe Christi                            | Ölfarbe auf Leinwand, Holzrahmen, 1834 | in der Kirche Notre-Dame-de-l’Assomption (Lage) | PM10004349    | Inscrit      | 1983  |                |
| Ziborium                                         | Silber, zwischen 1809 und 1819, von Jérôme Asselin; im Musée Napoléon in Brienne-le-Château deponiert                                          | in der Kirche Notre-Dame-de-l’Assomption (Lage) | PM10004409    | Inscrit      | 1992  |                |
| Kelch (1)                                        | Silber, vergoldet, erste Hälfte des 19. Jahrhunderts, Fuß von Pierre-Henry Favier                                                              | in der Kirche Notre-Dame-de-l’Assomption (Lage) | PM10004411    | Inscrit      | 1992  |                |
| Kelch (2)                                        | Silber, zwischen 1809 und 1819; im Musée Napoléon in Brienne-le-Château deponiert                                                              | in der Kirche Notre-Dame-de-l’Assomption (Lage) | PM10004412    | Inscrit      | 1992  |                |
| Prozessionskreuz (2)                             | Messing, versilbert, Anfang des 19. Jahrhunderts; im Musée Napoléon in Brienne-le-Château deponiert                                            | in der Kirche Notre-Dame-de-l’Assomption (Lage) | PM10004415    | Inscrit      | 1992  |                |
| Chorgestühl                                      | Eichenholz, 17. Jahrhundert; aus dem Kloster St-Pierre                                                                                         | in der Kirche Notre-Dame-de-l’Assomption (Lage) | PM10001273    | Classé       | 1984  |                |
| Gemälde Christus und die Erwählten               | Ölfarbe auf Leinwand, 19. Jahrhundert | in der Kirche Notre-Dame-de-l’Assomption (Lage) | PM10001275    | Classé       | 1984  |                |